# Ростовский, Николай Васильевич
Николай Васильевич Ростовский (10 июля 1971 года — 27 декабря 1994 года) — командир танкового взвода 141-го отдельного танкового батальона Северо-Кавказского военного округа, лейтенант.

## Биография
Родился 10 июля 1971 года в городе Лабинск Краснодарского края.
С 1989 года в Вооружённых Силах. Воевал в первой чеченской войне с декабря 1994 года. В районе станицы Черменская 27 декабря 1994 года дозор попал под огонь укрепленного пункта боевиков. Погиб в бою.
За мужество и героизм, проявленные при выполнении специального задания, Указом Президента РФ от 1 марта 1995 года лейтенанту Ростовскому Николаю Васильевичу посмертно присвоено звание Героя Российской Федерации.

## Память
- Именем Героя названа улица в его родном городе Лабинске.
- Именем Героя средняя общеобразовательная школа № 1 города Лабинска.
- Именем Героя названа улица в городе Краснодаре.